# Семь литераторов Цзяньань

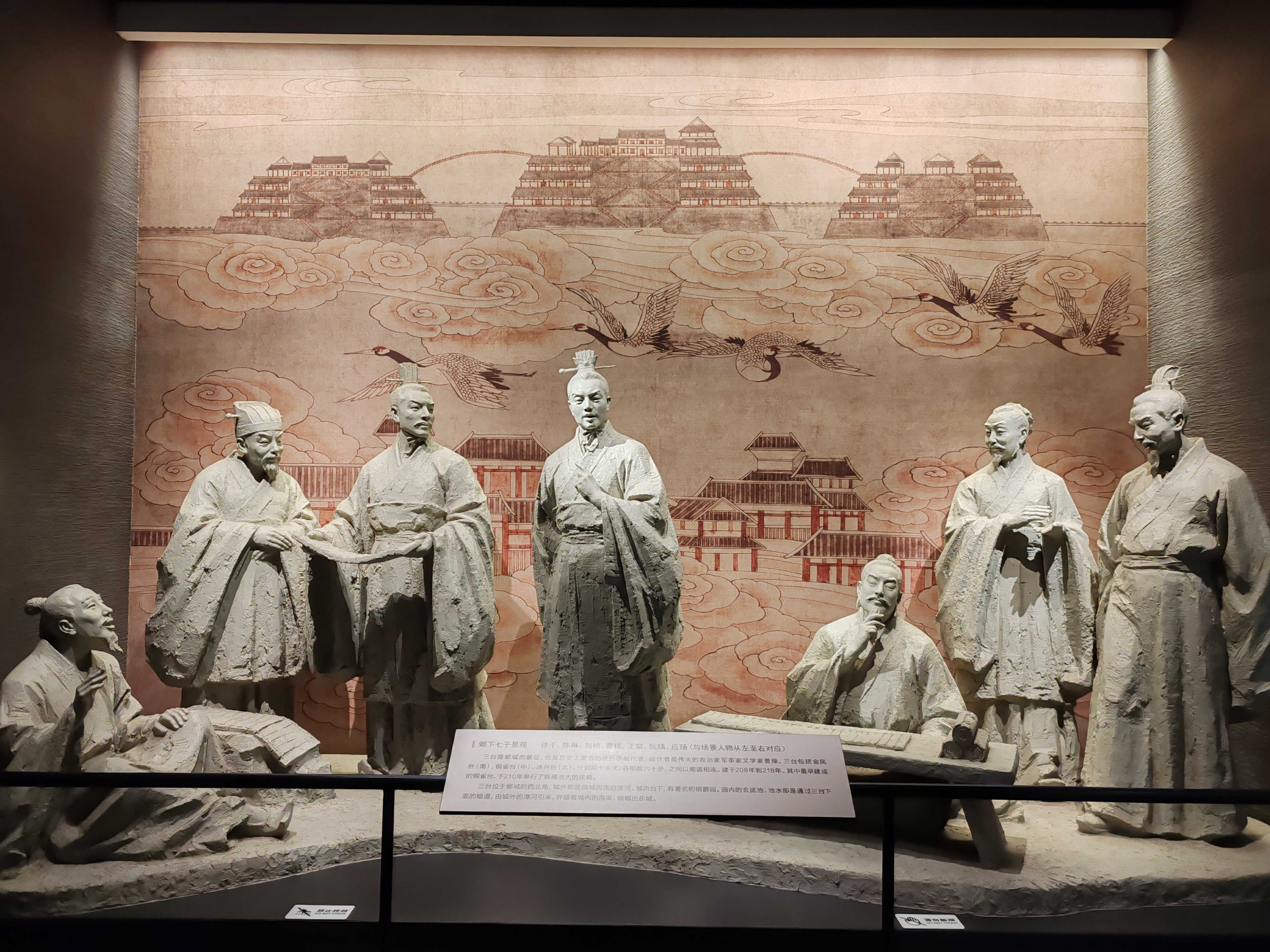
Семь литераторов Цзяньань

Семь литераторов Цзяньань, или Семь мужей цзяньаньского периода (кит. 建安七子, пиньинь Jiàn'ān qīzi) — группа китайских поэтов периода Цзяньань, империи Хань. В группу входили Кун Жун (Кун Юн), Чэнь Линь, Ван Цань, Сюй Гань, Жуань Юй, Ин Ян и Лю Чжэнь.
Термин был введен Цао Пэйем в его «Рассуждении о классическом». Все поэты, кроме казненного Цао Цао Кун Жуна, входили в его свиту .
Творчество группы приходится на трудный период конца династии Хань и начала эпохи Троецарствия. После смерти Цао Цао, группа была под протекцией его сыновей Цао Пэйя и Цао Чжи. Самым известным поэтом группы является Ван Цань. Большой популярностью пользовались произведения «Разные стихи» Кун Юна, «Напоил коня во рву за Великой стеной» Чэнь Линя, «Взошел на башню» и «Семь печалей» Ван Цаня.
В творчестве этих семи поэтов большое развитие получил жанр китайской поэзии под названием «пятисловных стихов», в которых каждая строчка состояла из пяти иероглифов.